# Israel International 2022
Die Israel International 2022 im Badminton fanden vom 27. bis zum 29. Oktober 2022 im Kibbuz Hatzor in der Nähe der Stadt Aschdod statt.

## Sieger und Platzierte
| Disziplin    | Gold                            | Silber                                | Bronze                                  |
| ------------ | ------------------------------- | ------------------------------------- | --------------------------------------- |
| Herreneinzel | Matthias Kicklitz               | Julien Scheiwiller                    | May Bar Netzer                          |
| Herreneinzel | Matthias Kicklitz               | Julien Scheiwiller                    | Enogat Roy                              |
| Dameneinzel  | Dounia Pelupessy                | Ksenia Polikarpova                    | Dana Danilenko                          |
| Dameneinzel  | Dounia Pelupessy                | Ksenia Polikarpova                    | Veronika Dobiášová                      |
| Herrendoppel | Giovanni Greco David Salutt     | Arthur Boudier Minh Quang Pham        | May Bar Netzer Maxim Grinblat           |
| Herrendoppel | Giovanni Greco David Salutt     | Arthur Boudier Minh Quang Pham        | Michał Sobolewski Adam Szolc            |
| Damendoppel  | Aline Müller Caroline Racloz    | Dana Danilenko Katsiaryna Zablotskaya | Veronika Brožkovcová Veronika Dobiášová |
| Damendoppel  | Aline Müller Caroline Racloz    | Dana Danilenko Katsiaryna Zablotskaya | Dana Kugel Heli Neiman                  |
| Mixed        | Minh Quang Pham Caroline Racloz | Arthur Boudier Aline Müller           | Samuel Cassar Francesca Clark           |
| Mixed        | Minh Quang Pham Caroline Racloz | Arthur Boudier Aline Müller           | Ariel Shainski Dana Danilenko           |